# 岩渕龍正
岩渕 龍正（いわぶち りゅうせい）は、日本の実業家、経営コンサルタント。経営コンサルティング会社である経営戦略研究所株式会社の代表取締役社長。
横須賀市出身。学習院大学経済学部経営学科卒業。船井総合研究所在籍時に歯科医院における経営コンサルティング分野を立ち上げ、2005年、経営戦略研究所代表取締役社長に就任し、執筆・講演など幅広く活動している。経営コンサルタントであると同時に夫婦経営の実践者としてメディアにも登場している。

## 著書
- 『歯科医院地域一番実践プロジェクト : あなたの歯科医院を成功に導く物語』 デンタルダイヤモンド社 2005年
- 『歯科医院スタッフ道　第1章』 デンタルダイヤモンド社 2009年
- 『歯科医院スタッフ道　第2章』 デンタルダイヤモンド社 2009年
- 『歯科医院スタッフ道　第3章』 デンタルダイヤモンド社 2009年
- 『売上目標は立てるな! : 20人までの組織をまとめるリアルマネジメント』 阪急コミュニケーションズ 2013年